# Финк, Ник
Николас (Ник) Финк (англ. Nicolas "Nic" Fink, род. 3 июля 1993, Хьюстон) — американский пловец, олимпийский чемпион, рекордсмен и чемпион мира.

## Ранние годы
Финк вырос в Морристауне, штат Нью-Джерси, и учился в школе Pingry School. Он начал мечтать о карьере олимпийского чемпиона с раннего детсвта, наблюдая за соревнованиями по плаванию по телевизору.
Финк тренировался с различными командами по плаванию по всему миру, включая Saint Petersburg Aquatics, где он плавал вместе с такими спортсменами, как Роберт Финке, Джошуа МакКуин и Мелани Маргалис. В колледже Финк выступал за Georgia Bulldogs при Университете Джорджии, подписав официальное письмо о намерениях осенью 2010 года.
Ник учился на инженерном факультете и работал на полной ставке в инженерной компании, совмещая работу с плаванием.

## Олимпийские игры 2024
На Олимпийских отборочных соревнованиях 2024 года Финк квалифицировался на Олимпиаду в дисциплине 100 метров брассом.
На Летних Олимпийских играх 2024 года Финк выступал на дистанции 100 метров брассом и разделил второе место с Адамом Пити из Великобритании, завоевав серебряную медаль. В составе смешанной команды завоевал золото в комбинированной эстафете 4×100 метров и две серебряных медали — в эстафете 4×100 м вольным стилем и в комбинированной 4×100 метров.